# Conferencia de Lambeth
La Conferencia de Lambeth es la reunión de todos los obispos anglicanos en comunión con la sede de Canterbury la cual convoca el Arzobispo de Canterbury cada diez años.  La primera reunión se realizó en el Palacio de Lambeth, (la residencia oficial del arzobispo en Londres) en 1867. No es sínodo con autoridad legislativa, sino un encuentro consultivo que intenta llegar a acuerdos comunes y políticas de consenso.  Las resoluciones de la Conferencia son expresiones significativas del parecer del episcopado de la Comunión Anglicana, pero solo tienen efecto legal al ser adoptados por los sínodos provinciales.  La cantidad de participantes ha ido en aumento de algunos 70 en 1867 hasta 326 en 1948 y 525 en 1988.